# Sequens (gregoriaans)

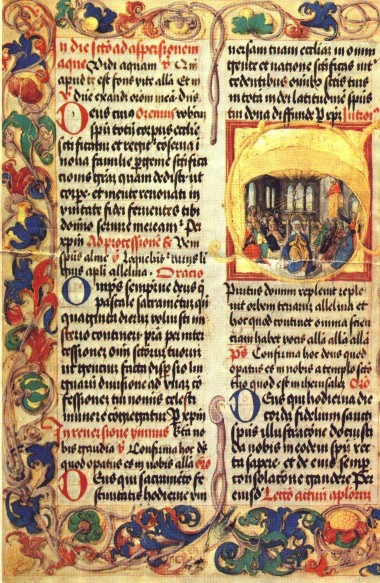
Graduale van koning John Albert.

De sequens, sequentia of sequentie (van het Latijn sequentia, vervolg) is een misgezang met een syllabische melodie die op bepaalde hoogdagen voor de evangelielezing gezongen wordt.
Sinds 2002 is er de richtlijn, dat de sequens gezongen wordt voorafgaand aan het alleluia. Historisch was dit altijd in aansluiting op het Alleluia en voor het Evangelie.
De sequenties zijn de oudste en belangrijkste vorm van tropen. 
Een bekend en productief componist van sequentiae was Notker Balbulus (ca. 840-912). Van de duizenden overgeleverde sequentiae is in het Missale Romanum van 1570 slechts een viertal opgenomen:
- Victimae paschali laudes voor Pasen
- Veni Sancte Spiritus voor Pinksteren
- Lauda Sion voor Sacramentsdag
- Dies irae voor de Requiemmis.

In 1727 is daar aan toegevoegd het Stabat Mater voor de Zeven Smarten van Maria.
Sinds 1979 zijn in de officiële uitgave van Solesmes van het Graduale Romanum, de enige door het Vaticaan geautoriseerde uitgave van het gregoriaans, vijf sequentia opgenomen:
- Læta dies voor de heilige Benedictus, patroonheilige van heel Europa. De sequens wordt gezongen op 11 juli, het feest van Benedictus.
- Victimae paschali laudes voor Pasen
- Veni Sancte Spiritus voor Pinksteren
- Lauda Sion voor Sacramentsdag. De sequens wordt gezongen op de tweede zondag na Pinksteren
- Stabat Mater voor de Zeven Smarten van Maria. De sequens wordt gezongen op 15 september.

In de oudkatholieke liturgie is de sequentie Laetabundus voor Kerstmis bewaard gebleven.